# Parc national de Vilsandi
Le parc national de Vilsandi (estonien : Vilsandi rahvuspark) est un parc national d'Estonie, situé sur les îles de Vilsandi, Loonalaid et d'autres petits îlots ainsi que sur la partie ouest de l'île de Saaremaa. Le parc couvre une superficie de 237 km², dont 75 sont terrestres, et 162 marins.

## Description
Né d'une réserve aviaire en 1910, c'est un écosystème très sensible, en grande partie dû au fait qu'il est utilisé par de nombreuses espèces d'oiseaux migrateurs comme lieu de reproduction comme les oies bernaches et l’eider de Steller, et de nidification pour plus de 247 espèces d’oiseaux, dont la plus commune est le canard eider. Un tiers de toutes les espèces végétales protégées en Estonie se trouvent également dans le parc national. La chasse y est formellement interdite. Ce parc est une destination touristique populaire non seulement parmi la population estonienne, mais aussi parmi les Finlandais, qui visitent de plus en plus l'Estonie.
Il abrite également environ 700 phoques gris sur les côtes.
Le parc est également un site Ramsar depuis 1997 pour l'importance de ses zones humides.
Une cybercaméra filme en continu une plage du parc.

## Galerie

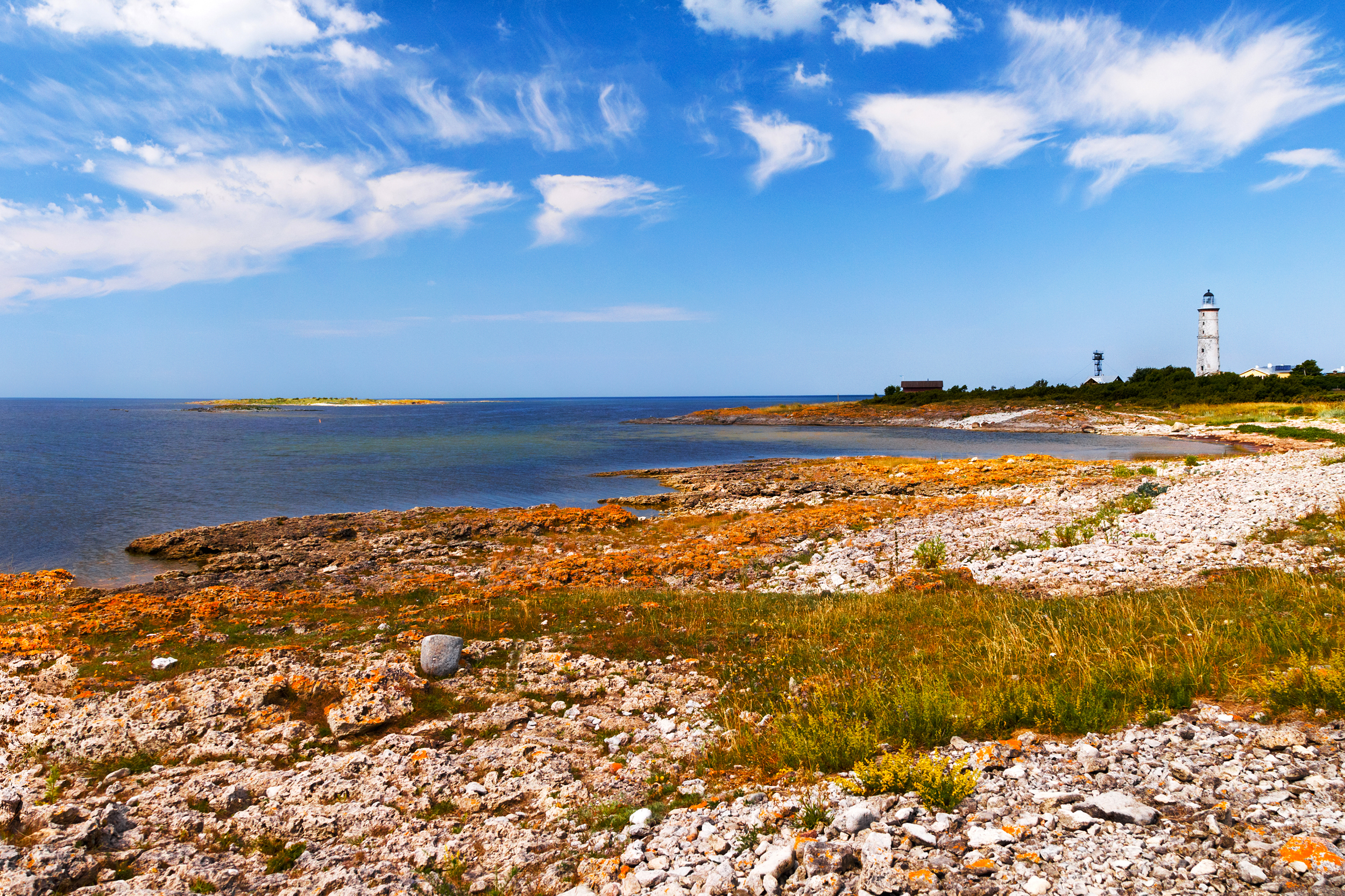
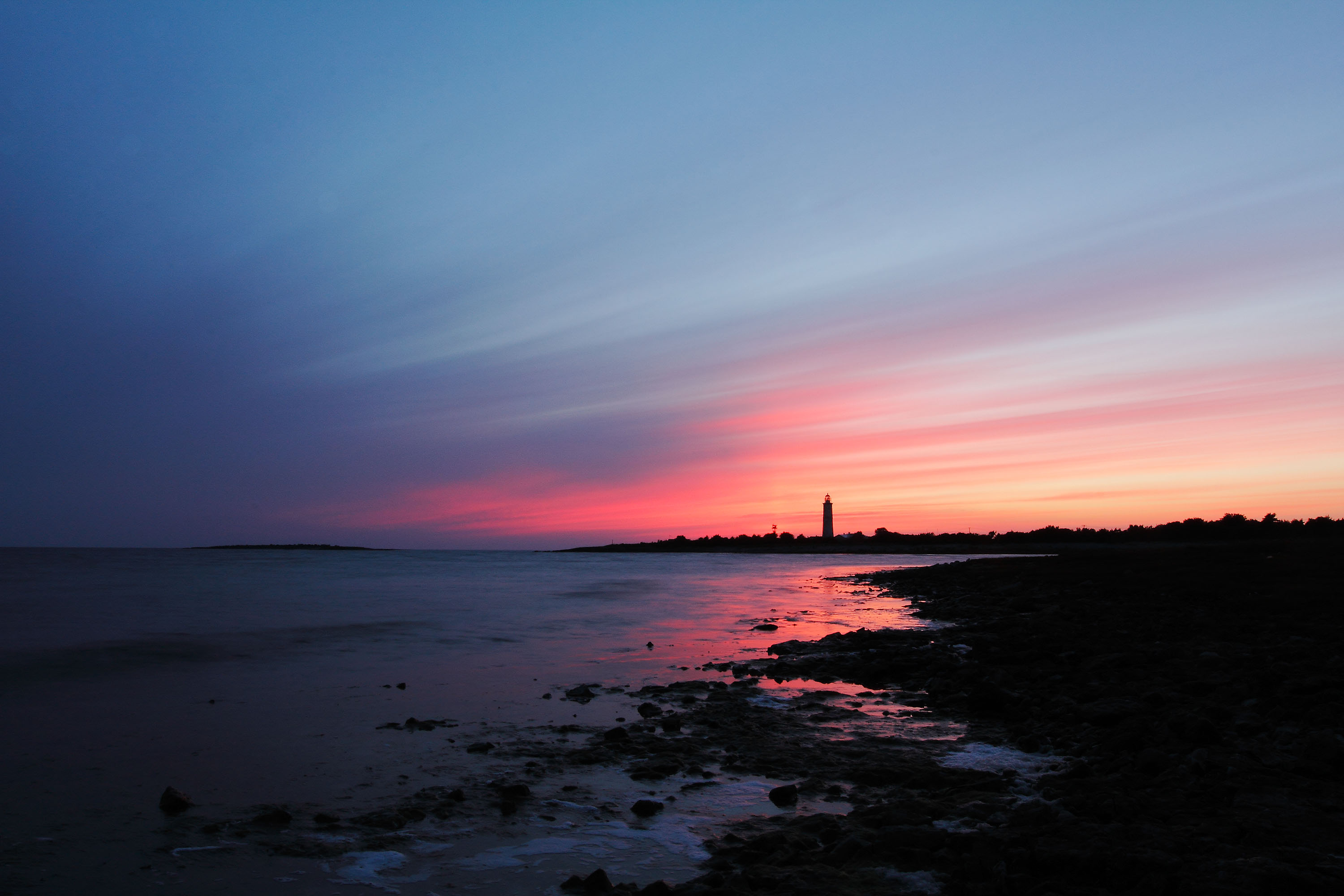
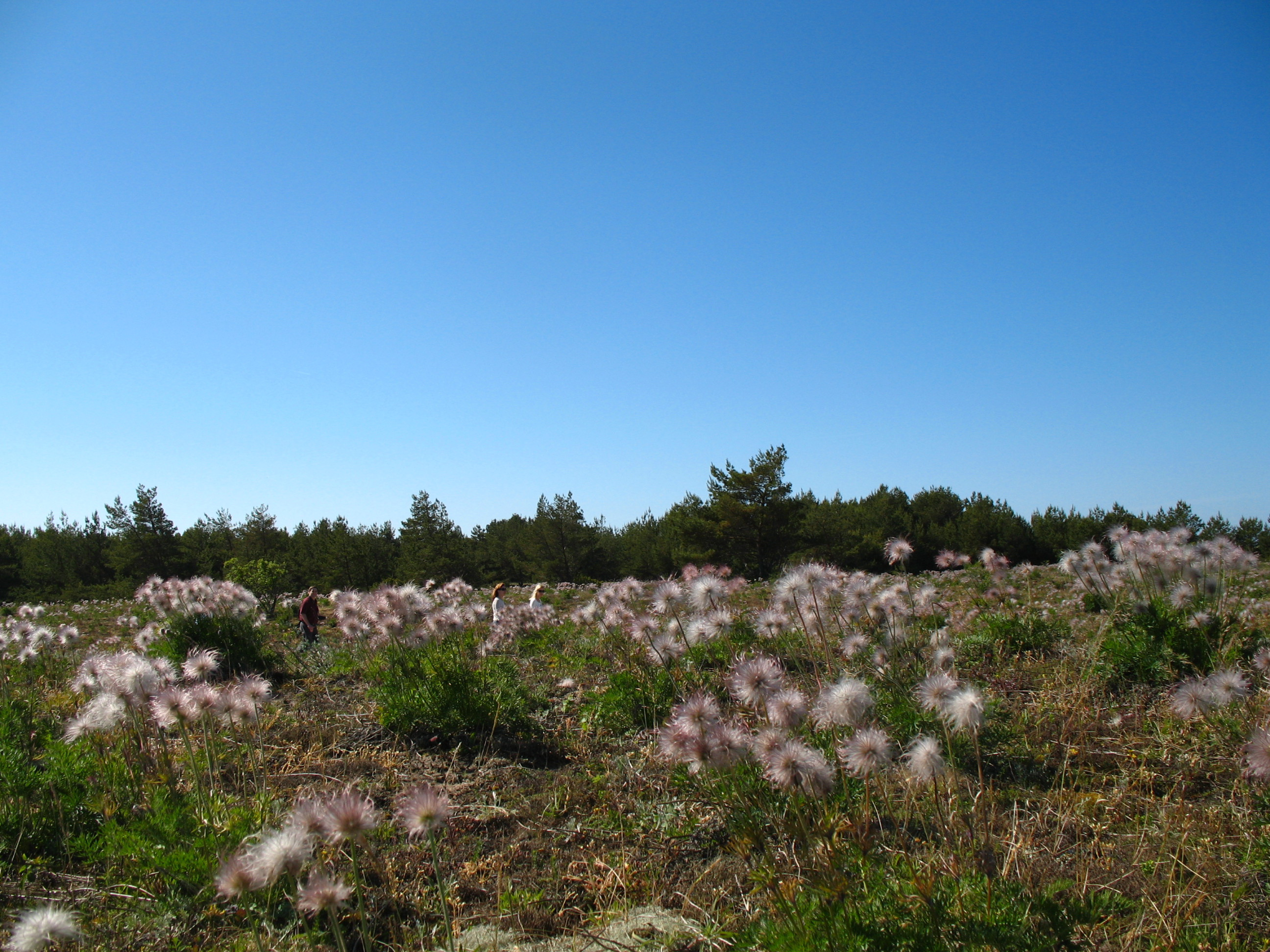
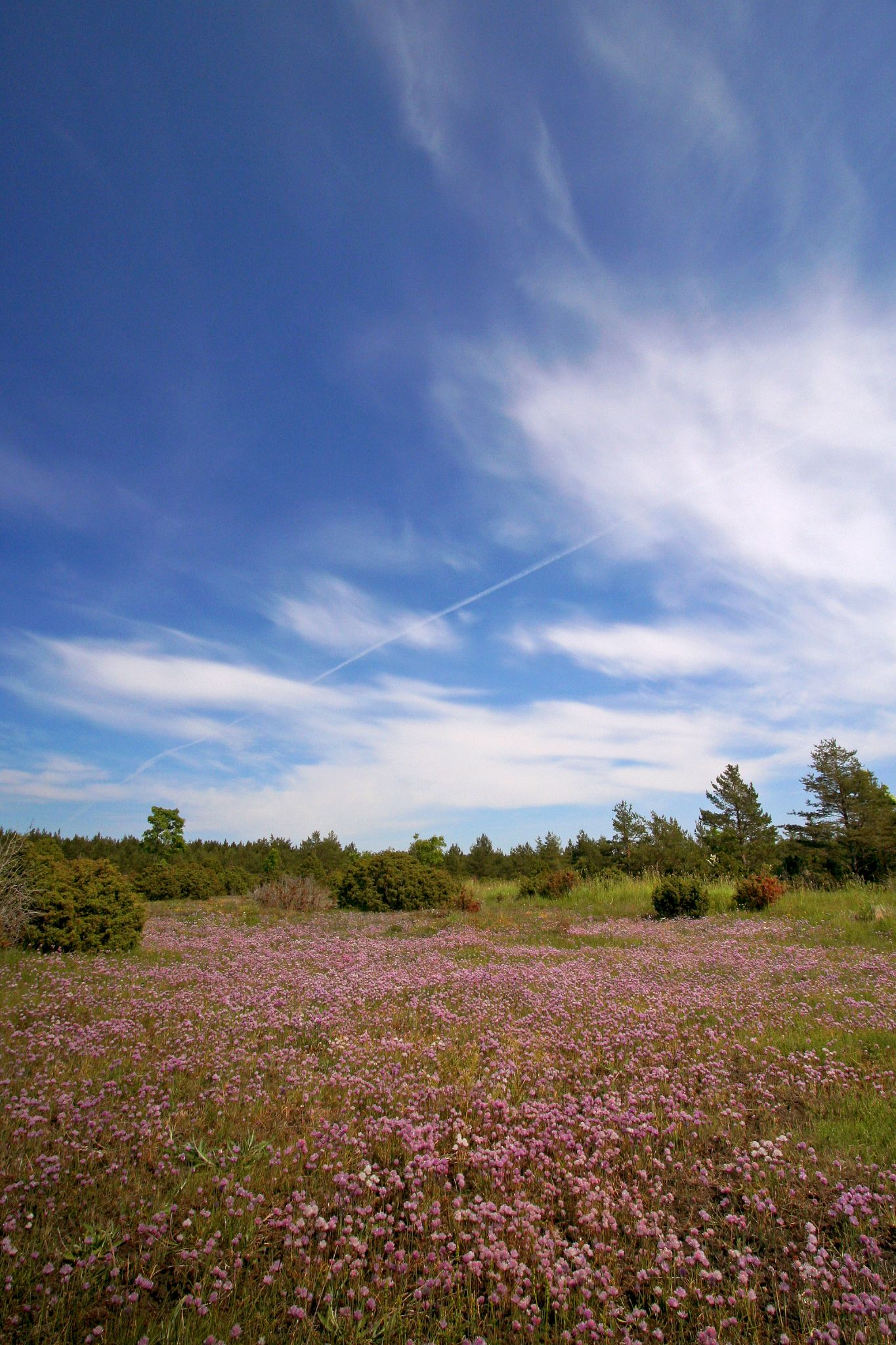